# Chibi Ichigo
Sabina Nurijeva (née en 1998 en Ouzbékistan), connue sous son nom de scène Chibi Ichigo, est une musicienne belge. Au départ, elle faisait principalement du hip-hop en néerlandais et en russe, mais elle se tourne ensuite vers l'electropop.

## Biographie

### Jeunesse et vie privée
Née en Ouzbékistan, Nurijeva déménage avec sa mère à Bourg-Léopold, en Belgique, à l'âge de deux ans pour échapper à son père. Pendant son enfance, elle vit également à Hechtel et à Stokrooie,,. À l'adolescence, elle lutte contre des problèmes de santé mentale, ce qui influence sa musique, dans laquelle les thèmes de l'acceptation de soi occupent une place prépondérante. Elle vit également avec un trouble compulsif, en particulier la peur de la contamination,. Elle est en couple avec Umi Defoort, qui collabore régulièrement à ses projets musicaux en tant que producteur. Elle vit avec lui à Bruxelles,.
Bien que le néerlandais soit devenu sa première langue en raison de son éducation en Belgique, elle redéveloppe ses compétences en russe, principalement grâce à sa mère qui l'a aidée. Après avoir terminé ses études secondaires, elle étudie brièvement le journalisme à Gand, mais décide finalement de se consacrer entièrement à la musique,.

### Carrière
Nurijeva publie son premier single, Russian snow, en 2018, suivi de son premier EP Legenda en 2019 et de Bloei, son premier projet en néerlandais, fin 2020. En 2020, Nurijeva participe à la dix-huitième saison du Slimste Mens ter Wereld, ce qui entraîne une hausse des streams.
En 2021, elle sort l'EP Chibumiverse en collaboration avec Umi Defoort. Sa collaboration avec Defoort a entraîné un changement dans le style de sa musique, du hip-hop à l'electropop, avec des influences de l'eurodance, de la techno, du gabber et du big beat. Ce changement est en partie influencé par la pandémie de Covid-19, qui lui permet d'explorer un plus large éventail de genres musicaux, grâce à son petit ami et à son manager. Le 14 octobre 2022, elle sort son premier album Sabina, auquel Umi Defoort contribue à nouveau, Jeroen De Pessemier étant également impliqué dans le projet. Son deuxième album Na half 1 sort le 26 janvier 2024,,,,,.

## Discographie

### Albums studio
- 2022 : Sabina (33e place du classement Top Notch[13])

### EP
- 2019 : Legenda
- 2020 : Bloei
- 2021 : CHIBUMIVERSE
- 2024 : NA HALF 1

### Singles
- 2019 : Secret
- 2020 : Russian Snow
- 2020 : Bloei
- 2020 : Poka
- 2020 : Verkeerde Bocht
- 2020 : Sussend
- 2021 : Club Russia
- 2023 : Energie
- 2024 : HALF 1